# Samuel Hood (1er baronnet)
Pour les articles homonymes, voir Amiral Hood et Hood.
Samuel Hood (27 novembre 1762 – 24 décembre 1814), 1er baronnet, est un officier de marine britannique des XVIIIe et XIXe siècles. Il sert dans la Royal Navy, comme son cousin issu de germain (et homonyme) le célèbre amiral Samuel Hood, 1er vicomte Hood.
Son frère, Alexander Hood, est lui captain dans la Royal Navy. Il est tué au combat le 2 avril 1798, au commandement du HMS Mars contre le vaisseau français L'Hercule, 74 canons.

## Sources et bibliographie
- (en) William James et Frederick Chamier, The Naval History of Great Britain 1793 - 1827, Londres, Richard Bentley, 1837 (lire en ligne)
- (en) Basil Hall, The Lieutenant and Commander, Londres, Bell and Daldy, 1862 (lire en ligne)
- (en) « Samuel Hood (1er baronnet) », dans Encyclopædia Britannica [détail de l’édition], 1911 (lire sur Wikisource).